# José Baquíjano y Carrillo
José Baquíjano y Carrillo de Córdoba, III conde de Vistaflorida (Lima, 13 de marzo de 1751-Sevilla, 24 de enero de 1817) fue un economista, jurista, escritor y político hispanoperuano, y uno de los primeros grandes intelectuales del virreinato del Perú.

## Biografía
Hijo del acaudalado matrimonio entre Juan Bautista de Baquíjano, Conde de Vistaflorida, y María Ignacia Carrillo de Córdoba y Garcés de Mansilla, descendiente de conquistadores y fundadores de Lima.
Siguiendo la tradición de la nobleza, como segundogénito fue destinado por su familia a la carrera académica. Realizó sus estudios de latinidad en el Real Colegio de San Martín y luego ingresó al Seminario Conciliar de Santo Toribio. Posteriormente optó grados de Bachiller en Cánones, y de Doctor en Leyes y Cánones en la Universidad Nacional Mayor de San Marcos, a los trece años. Recibido de abogado ante la Real Audiencia en 1769, fue secretario del obispo electo del Cuzco, Agustín de Gorrichátegui, participando en el IV Concilio Limense y viajando en su compañía al Cuzco, aunque pronto regresó a Lima.
Nombrado asesor del Tribunal del Consulado y del Cabildo de Lima, a poco viajó a España, a solicitar alguna posición que estuviera de acuerdo con sus merecimientos personales y antecedentes familiares. Sin embargo, su dispendiosa conducta y afición a los juegos de azar, le ocasionaron recibir la orden de abandonar la corte en 1776.
De vuelta en Lima obtuvo las cátedras sanmarquinas de Instituta en 1778 y de Vísperas de Leyes en 1780. Como profesor de la Universidad de San Marcos, lideró un movimiento modernizador de la enseñanza que difundía el enciclopedismo y el concepto de la libertad de prensa. Miembro y fundador de la Sociedad de Amantes del País 1790, fue además uno de los ilustres colaboradores del Mercurio Peruano, en cuyas páginas publicó sus ideas. 
Baquíjano escribió el Elogio a Jáuregui en la Universidad de San Marcos en 1781, discurso con el que le dio la bienvenida al virrey Agustín de Jáuregui y en el que destaca su protesta al sistema colonial, pues sabía que el cambio era necesario e ineludible. Sin embargo, no apoyó la ruptura con España.
En 1790, fundó, junto a fray Diego Cisneros y los miembros de la Sociedad Filarmónica, la Sociedad de Amantes del País, de la que fue presidente hasta 1793. Baquíjano escribió, bajo el nombre de Cefalio, diversos artículos históricos y económicos a través del periódico de la Sociedad, el Mercurio Peruano.
En 1792, se le concedió la Orden de Carlos III y al año siguiente se trasladó a España por invitación de su hermano mayor, José Agustín, conde de Vistaflorida. Durante el viaje hizo una parada en La Habana, en donde fue hecho socio de la Sociedad Patriótica y escribió artículos. En España, fue personero de la Universidad de San Marcos y el Cabildo ante la Corte y fue hecho alcalde honorario del Crimen de Lima. En 1797 consiguió el cargo de alcalde propietario del Crimen y, por intervención del ministro Gaspar Melchor de Jovellanos, el de juez de Alzadas de los tribunales del Consulado y Minería de Lima. Sin embargo, dos años antes, Baquíjano había pedido su relevo como personero y tomado la decisión de regresar al Perú por haberle llevado su afición al juego a tener pocos medios de subsistencia en la Corte y no haber conseguido los propósitos por los que había sido enviado. 
En 1799, al no poder regresar al Perú por la guerra de España con Gran Bretaña, abandonó Madrid y se trasladó a Cádiz, ciudad asediada por los británicos, en la que enfermó gravemente de fiebre amarilla. En 1802, pudo regresar al Perú y en 1806 el virrey José Fernando de Abascal lo nombró vicepresidente de la Junta Conservadora del Fluido Vacuno y años después juez director de estudios de San Marcos y visitador del Convictorio de San Carlos. 
En 1807 fue ascendido a oidor y ese mismo año falleció soltero en Génova su hermano mayor, de quien heredó el Condado de Vistaflorida y sus mayorazgos (1809). La herencia dejada por su hermano le permitió rehacer su fortuna y con ella se dedicó a la filantropía y a la protección de algunas iglesias de Lima.
En 1812, el Consejo de Regencia de España lo nombró consejero de estado por lo que al año siguiente partió por tercera vez a España acompañado del joven marqués de Torre Tagle. En 1814, juró como consejero e hizo de su casa de Madrid el centro de los americanos liberales temerosos de las tendencias absolutistas de Fernando VII, de cuyas represalias pudo librarse por la protección del peruano duque de San Carlos y el mexicano Manuel de Lardizábal; sin embargo, la caída de estos lo expuso a las iras reaccionarias y fue confinado en Sevilla.
Finalmente falleció en 1817, en Sevilla.

## Obras

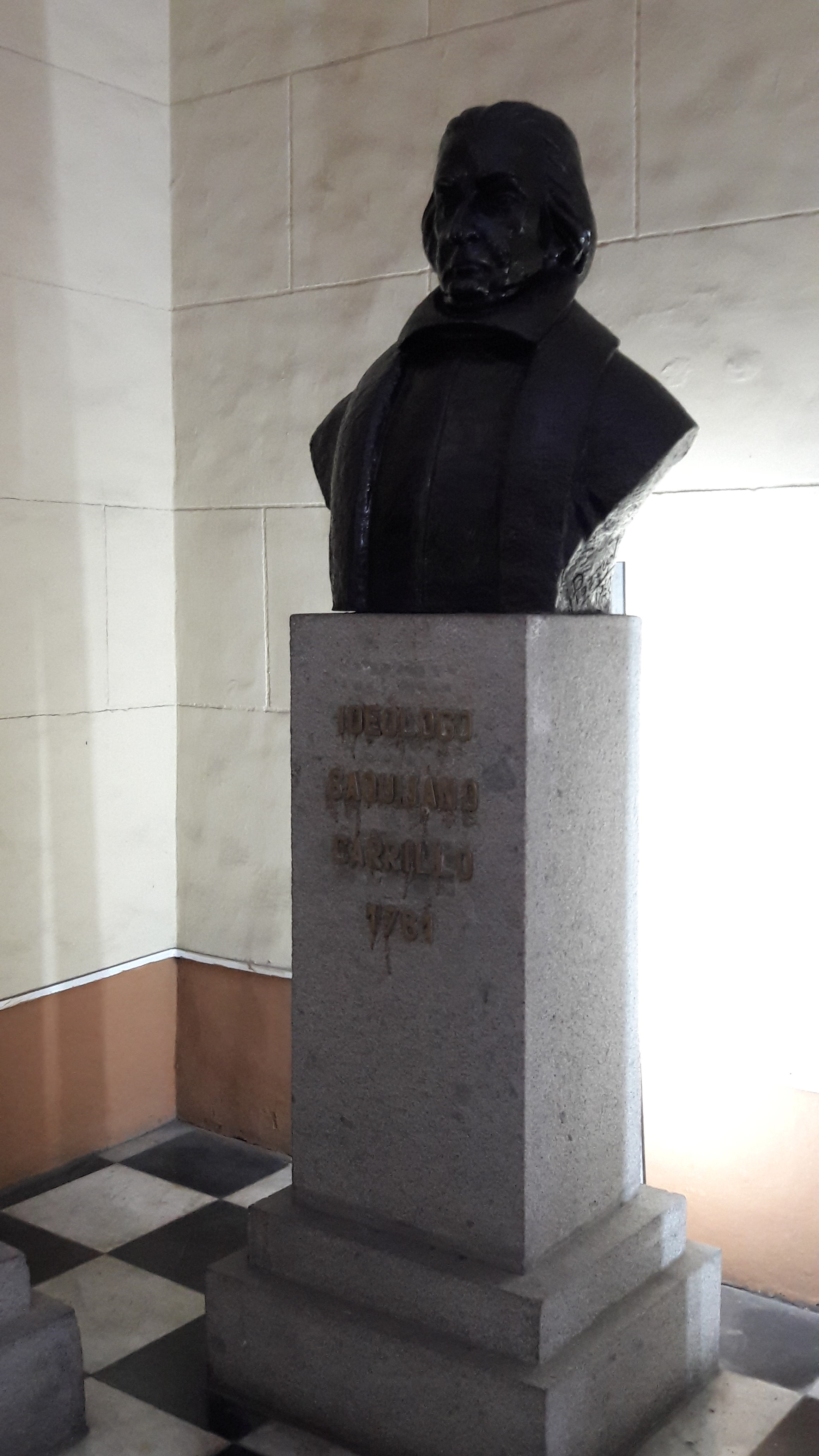
Efigie de Baquíjano y Carrillo en el Panteón de los Próceres en Lima.

- "Dictamen del Conde de Vistaflorida". En: La causa de la emancipación del Perú, Pontificia Universidad Católica del Perú, pp. 174-206, 1960.

- "Disertación Histórica y Política sobre el Comercio del Perú". En: Mercurio Peruano, tomo I, N.º 23-31, Lima, Biblioteca Nacional del Perú, 1964..

- "Historia de la elección, y el establecimiento de esta Real Audiencia". En: Mercurio Peruano, t. I, N° 21, fs. 185-190, Lima, Biblioteca Nacional del Perú, 1964.

- "Historia de la fundación, progresos y actual estado de la Universidad de San Marcos". En: Mercurio Peruano, t. II, N° 53-56, fs. 160-167, 172-180, 188-195, 199-204, Lima, Biblioteca Nacional del Perú,  1964.

- "Historia Moral, extraída de algunos papeles extranjeros, para escarmiento de los jóvenes demasiado accesibles al mal ejemplo". En: Mercurio Peruano, t. I, N° 50 bis, fs. 129 bis-131 bis, Lima, Biblioteca Nacional del Perú, 1964.

- "Aprobación al "Sermón Predicado el Día de la Santísima Trinidad" por José Manuel Bermúdez". En: Colección Documental de la Independencia del Perú, t. I, vol. 3, pp. 171-176, Lima, Comisión Nacional del Sesquicentenario de la Independencia del Perú, 1976.

- "Defensa de Bernardo Tambohuacso, cacique de Pisac, en el juicio seguido a este curaca, complicado en la conspiración de Lorenzo Farfán de los Godos, en el Cuzco", Colección Documental de la Independencia del Perú, t. I, vol. 3, pp. 49-62, Lima, Comisión Nacional del Sesquicentenario de la Independencia del Perú, 1976.

- "Elogio del excelentísimo señor don Agustín de Jáuregui y Aldecoa, caballero del orden de Santiago, teniente general de los reales ejércitos, virrey, gobernador y capitán general de los reinos del Perú, Chile, etc.". En: Colección Documental de la Independencia del Perú, t. I, vol. 3, pp. 65-95, Lima, Comisión Nacional del Sesquicentenario de la Independencia del Perú, 1976.